# Endotribelos grodhausi
Endotribelos grodhausi är en tvåvingeart som beskrevs av James E. Sublette och Sasa 1994. Endotribelos grodhausi ingår i släktet Endotribelos och familjen fjädermyggor.
Artens utbredningsområde är Guatemala. Inga underarter finns listade i Catalogue of Life.